# 保罗·约翰逊 (冰球运动员)
保罗·约翰逊（英語：Paul Johnson，1935年5月18日—2016年7月17日），美国男子冰球运动员。他曾代表美国国家队参加1960年和1964年冬季奥林匹克运动会冰球比赛，其中1960年冬季奥运会获得一枚金牌。